# Ứng Trinh
Ứng Trinh (tiếng Trung: 應貞; bính âm: Ying Zhen; ? - 269), tự Cát Phủ (吉甫), là quan viên Tào Ngụy và Tây Tấn thời Tam Quốc trong lịch sử Trung Quốc.

## Cuộc đời
Ứng Trinh quê ở huyện Nam Đốn, quận Nhữ Nam, Dự Châu, là con trai của nhà văn Ứng Cừ (em trai của Ứng Sướng, một trong Kiến An thất tử).
Ứng Trinh nổi danh từ thời niên thiếu, am hiểu bàn luận, được đánh giá tốt, nhờ đó mà có được địa vị cao.
Năm 264, Tư Mã Viêm được phong Phủ quân đại tướng quân, lấy Trinh làm tướng phủ tham quân sự.
Năm 265, Tư Mã Viêm soán ngôi Tào Ngụy, lấy Ứng Trinh làm Thái tử trung thứ tử, Tán kỵ thường thị, cùng Thái úy Tuân Nghĩ soạn lễ pháp mới.
Năm 269, Trinh chết khi tân pháp chưa được thi hành.

## Tác phẩm
Ứng Trinh để lại một quyển văn tập, nay đã thất lạc.